# Breakdown (versión de Grace Jones)
«Breakdown» (en español: «Desgloce») es una versión de Grace Jones de la canción del grupo Tom Petty and the Heartbreakers. Es la tercera canción del lado B del álbum Warm Leatherette.

## Lista de canciones
- US 7" promo (1980) Island 49603

1. «Breakdown» (Editada/Stéreo) - 3:00
2. «Breakdown» (Editada/Mono) - 3:00

- US 7" sencillo (1980) Island 49697

1. «Breakdown»
2. «Pull Up To The Bumper»

- US 12" promo (1980) Island PRO-A-920

1. «Breakdown» - 5:30
2. «Breakdown» (Editada) - 3:10
3. «Warm Leatherette» - 4:25

- Datos: Q2888091